# Наваратри
Наваратри је хиндуистички фестивал који се одржава у част богиње Дурге. Протеже се на девет ноћи (и десет дана), прво у месецу Чаитра (март/април по грегоријанском календару), а затим поново у месецу Ашвин (септембар—октобар). Запажа се из различитих разлога и различито се слави у различитим деловима хинду-индијске културне сфере. Теоретски, постоје четири сезонска Наваратри. Међутим, у пракси, постмонсунски је јесењи фестивал под називом Шарада Наваратри.
Навратри је највећи празник Хинду традиције Шактизам. Навратри кроз 9 дана и 9 ноћи слави Божанску Мајку Дургу и њену победу над демонском војском краља демона Махишасуре.
У току Навратрија се пале 9 свећа, сваки дан по једна више , јер је борба између сила светлости и сила таме трајала 9 дана и 9 ноћи. Дурга је поразила Махишасура на планини Виндја у близини данашњег града Мирзапур на прелазу између деветог на десети дан, тај прелаз и десети дан прославе се зове Виндја Дашами и то је главни и највећи дан прославе. 
Веома битни дани прославе су и 7, 8 и 9 дан прослсве ,познати као Дурга Пуџа , када се интетивно обожава Богиња Дурга са тамљаном, игром, музиком ,падом у транс ,жртвовањем животиња...
Сваки дан у току Навратрија обожава одређену Богињу, наиме Дурга се у току борбе са овим демоном преобразила 9 пута.
1.дан-Шајлапутри (Кћи планина)
2.дан-Брамачарини (Монахиња)
3.дан-Чандрагарха (Лепота месеца)
4.дан-Кушмада (Ствара осмехом)
5.дан-Сканда Мата (Скандина мајка)
6.дан-Катјајани (Кћи мудраца)
7.дан-Калиратри (Ноћна тама)
8.дан-Маха Гаури (Блистава светлост)
9.дан-Сидхидaтри (извор свих моћи)
Дурга је овог демона поразила у свом врховном облику Ади Пара Шакти, а то је моћ свих ових облика.
Дурга је желела да се демон покаје ,и зато је тако дуго одуговлачила борбу. Демон се такође преобразио 9 пута ,његових девет облика су заправо девет грехова,а Дургиних девет облика су девет врлина познате као и Нава Дурга (9 Несрушивих Тврђава).
Од тог дана ,па до дана данашњег Навратри се прославља у великом жару и са великом радошћу широм света.